# Mateusz Kieliszkowski
Mateusz Kieliszkowski, ps. Kielich (ur. 12 sierpnia 1993 w Słubicach) – polski strongman. Jeden z najbardziej utytułowanych polskich siłaczy.
Pięciokrotny Mistrz Polski Strongman (2015, 2016, 2017, 2018, 2019). Wicemistrz Świata Strongman 2018 i 2019. Drugi Wicemistrz Europy Strongman 2018. Wicemistrz Europy Strongman 2019. Pięciokrotnie stawał na podium zawodów Arnold Strongman Classic w Columbus (2015, 2019, 2020, 2023, 2024).

## Życiorys
Absolwent Zespołu Szkół Licealnych i Zawodowych w Sulęcinie. Sportami siłowymi zainteresował się w liceum. W wieku 17 lat po raz pierwszy wziął udział w zawodach strongman, zorganizowanych przez swojego przyjaciela. Po niespodziewanej dla siebie wygranej, postanowił wziąć udział w kolejnych tego typu zawodach. Dobre wyniki, które osiągał zachęciły go do skoncentrowania treningu na sprzęcie strongman. Swój pierwszy duży sukces osiągnął w 2014 roku, kiedy to wygrał amatorską edycję zawodów Arnold Strongman Classic (zdobył tytuł Amatorskiego Mistrza Świata Strongman), dzięki czemu uzyskał prawo startu w imprezie głównej w 2015 roku w Columbus w Stanach Zjednoczonych. Był pierwszym Polakiem, który stanął na podium tych prestiżowych zawodów (we wcześniejszych edycjach Mariuszowi Pudzianowskiemu udało się najwyżej zdobyć czwartą lokatę). Zajął trzecie miejsce, za które otrzymał 15 000 dolarów. W 2016 roku zajął w Columbus czwarte miejsce, za co zainkasował 12 000 dolarów. Zwyciężył w zawodach Arnold Strongman Classic: Africa 2017. W zawodach Arnold Strongman Classic w 2019 roku zdobył trzecie miejsce i 17 000 dolarów.
Mateusz Kieliszkowski wielokrotnie bił rekordy świata w konkurencjach siłaczy. Jest trzecim - po Mariuszu Pudzianowskim i Sebastianie Wencie - Polakiem, który stanął na podium Mistrzostw Świata Strongman.  Jako swego ulubionego i wzorcowego siłacza wymienia Litwina Žydrūnasa Savickasa.
Dysponuje doskonałymi warunkami fizycznymi, mierzy 196 cm wzrostu i waży 150 kg. Mieszka w Chlebowie (województwo lubuskie), gdzie trenuje we własnej przydomowej siłowni.

## Osiągnięcia strongman (wybór)
- 2018
  - 4. miejsce – Arnold Strongman Classic, Columbus[12]
  - 1. miejsce – Puchar Polski Strongman, Sopot[13]
- 2019
  - 2. miejsce – Arnold Strongman Pro World Series - South America 2019, São Paulo[14]
  - 2. miejsce – Arnold Strongman Pro World Series - Africa 2019[15], Sandown[16]
  - 1. miejsce – Mistrzostwa Polski Strongman, Inowrocław[3]
  - 1. miejsce – Arnold Strongman Pro World Series - Europe 2019, Barcelona[17]